# 维尔皮·萨拉斯沃
维尔皮·萨拉斯沃（芬蘭語：Virpi Sarasvuo，1976年5月20日—），芬兰女子越野滑雪运动员。她曾代表芬兰参加2006年和2010年冬季奥林匹克运动会越野滑雪比赛，共获得二枚铜牌。